# Gerlinde-Martina Klepsch

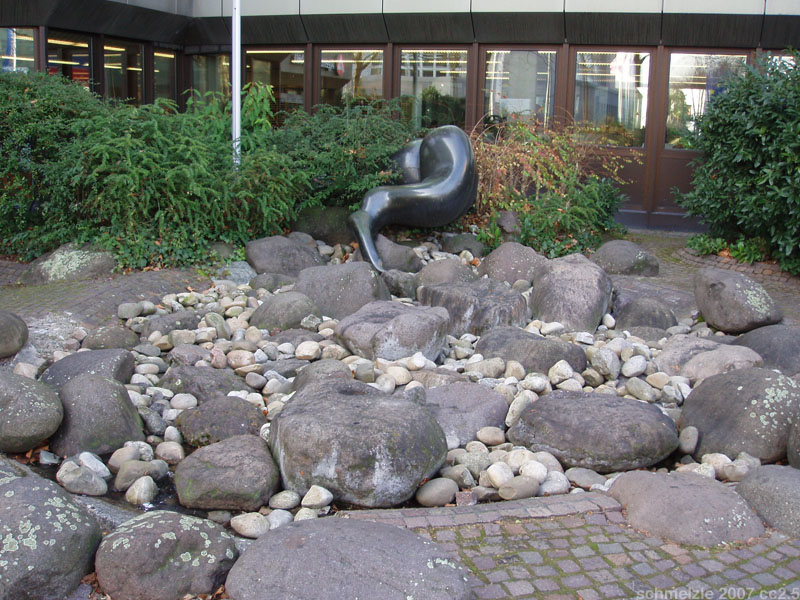
Klepsch, Brunnenanlage für das Heilbronner Arbeitsamt

 Martina-Gerlinde Aurich-Lang (zuerst Gerlinde-Martina Klepsch, dann bis 1979 G. Martina Aurich-Klepsch auch Auric-Klepsch, danach G.Martina Aurich-Lang; * 23. Oktober 1924 in Czernowitz, Rumänien; † 13. Oktober 2022 in Stuttgart) war eine deutsche Bildhauerin, Zeichnerin und Graphikerin.

## Leben
Von 1948 bis 1954 studierte sie an der Staatlichen Akademie der Bildenden Künste Stuttgart Bildhauerei bei Peter Otto Heim.
Bei einem Wettbewerb für die Gestaltung für die Heilbronner Ehrenhalle, bei dem 54 Vorschläge vorgelegt wurden, wurde ihre 1960 mit dem ersten Preis ausgezeichnet. Gelobt wurde der Eindruck, den das Werk hervorrief: „Sehr geordnete Dramatik, die an das schreckliche Erlebnis des Kriegsgeschehens erinnert. Apokalyptische Eindruckskraft“. Der Entwurf zeigte eine helle, schlichte Halle mit einem Wandrelief; aus Bronze waren stilisierte Totenleiber über- und nebeneinandergelegt, um damit die Schrecken des Krieges zu zeigen. Oberbürgermeister Paul Meyle lehnte die Realisierung des preisgekrönten Entwurfs ab.
Ihre Arbeiten für die Ehrenhalle in Heilbronn und das dortige Arbeitsamt wurden preisgekrönt.
Gerlinde-Martina Klepsch lebte bis zu ihrem Tod im Oktober 2022 in Stuttgart.